# Pistol (serial telewizyjny)
Pistol – amerykański biograficzny miniserial telewizyjny z 2022 roku na podstawie pamiętnika Steve’a Jonesa, Lonely Boy: Tales from a Sex Pistol, który opowiada historię zespołu Sex Pistols. Twórcą serialu był Craig Pearce. W głównych rolach wystąpili: Toby Wallace, Anson Boon, Sydney Chandler, Louis Partridge, Christian Lees, Jacob Slater, Talulah Riley, Maisie Williams i Thomas Brodie-Sangster.
Pistol zadebiutował 31 maja 2022 roku w serwisie Hulu pod marką „FX on Hulu” i spotkał się z mieszaną reakcją krytyków. W Polsce serial pojawi się 7 września na Disney+.

## Obsada

### Główna
- Toby Wallace jako Steve Jones[2][3]
- Anson Boon jako Johnny Rotten[2][3]
- Sydney Chandler jako Chrissie Hynde[2][3]
- Louis Partridge jako Sid Vicious[2][3]
- Christian Lees jako Glen Matlock[3]
- Jacob Slater jako Paul Cook[2][3]
- Talulah Riley jako Vivienne Westwood[3]
- Maisie Williams jako Pamela „Jordan” Rooke[2][3]
- Thomas Brodie-Sangster jako Malcolm McLaren[3]

### Drugoplanowa
- Dylan Llewellyn jako Wally Nightingale[2][3]
- Ferdia Walsh-Peelo jako Nick Kent[3]
- Francesca Mills jako Helen of Troy[4]
- Beth Dillon jako Siouxsie Sioux[3]
- Iris Law jako Soo Catwoman[3]
- Bianca Stephens jako Pauline[3]
- Emma Appleton jako Nancy Spungen[2][3]
- Zachary Goldman jako Billy Idol[3]
- Matthew Cottle jako Reginald Bosanquet[5]
- Lorne MacFadyen jako Julien Temple[6]

## Emisja
Pistol zadebiutował 31 maja 2022 roku w serwisie Hulu pod marką „FX on Hulu” w Stanach Zjednoczonych oraz poza Stanami w serwisie Disney+ pod marką „Star”. W Polsce pojawi się 7 września na Disney+.

## Lista odcinków
| Nr | Tytuł                              | Reżyseria   | Scenariusz   | Premiera (Hulu) | Premiera w Polsce (Disney+) |
| -- | ---------------------------------- | ----------- | ------------ | --------------- | --------------------------- |
| 1  | Track 1: The Cloak of Invisibility | Danny Boyle | Craig Pearce | 31 maja 2022    | 7 września 2022             |
| 2  | Track 2: Rotten                    | Danny Boyle | Craig Pearce | 31 maja 2022    |                             |
| 3  | Track 3: Bodies                    | Danny Boyle | Craig Pearce | 31 maja 2022    |                             |
| 4  | Track 4: Pretty Vaaaycunt          | Danny Boyle | Craig Pearce | 31 maja 2022    |                             |
| 5  | Track 5: Nancy & Sid               | Danny Boyle | Craig Pearce | 31 maja 2022    |                             |
| 6  | Track 6: Who Killed Bambi?         | Danny Boyle | Craig Pearce | 31 maja 2022    |                             |

## Produkcja
W styczniu 2021 roku stacja FX zamówiła sześcioodcinkowy serial na podstawie pamiętnika Steve’a Jonesa, Lonely Boy: Tales from a Sex Pistol, którego twórcą został Craig Pearce. Danny Boyle został zatrudniony na stanowisko reżysera. Ujawniono wtedy również, że w miniserialu wystąpią Toby Wallace jako Jones, Anson Boon jako John Lydon, Louis Partridge jako Sid Vicious, Jacob Slater jako Paul Cook, Fabien Frankel jako Glen Matlock, Dylan Llewellyn jako Wally Nightingale, Sydney Chandler jako Chrissie Hynde, Emma Appleton jako Nancy Spungen i Maisie Williams jako Jordan. W marcu, kiedy rozpoczęły się zdjęcia do miniserii, ujawniono, że do obsady dołączyli Thomas Brodie-Sangster, Talulah Riley, Iris Law i Christian Lees, który zastąpił Frankela w roli Matlocka. Produkcja była zrealizowana w Hemel Hempstead, Folkestone, Dover, Deal i Londynie. Producentami serialu zostali Jones, Boyle, Pearce, Gail Lyon, Anita Camarata, Tracey Seaward, Paul Lee, Hope Hartman.

## Odbiór

### Krytyka w mediach
Serial spotkał się z mieszaną reakcją krytyków. W serwisie Rotten Tomatoes 58% z 53 recenzji uznano za pozytywne, a średnia ocen wystawionych na ich podstawie wyniosła 6,3/10. Na portalu Metacritic średnia ważona ocen z 28 recenzji wyniosła 60 punktów na 100.